# Rhipidia (Rhipidia) neglecta subneglecta
Rhipidia (Rhipidia) neglecta subneglecta is een ondersoort van de tweevleugelige Rhipidia (Rhipidia) neglecta uit de familie steltmuggen (Limoniidae). De ondersoort komt voor in het Neotropisch gebied.